# Юстин (консул 540 г.)
Вижте пояснителната страница за други личности с името Юстин.
Флавий Юстин (на латински: Flavius Mar(cianus?) Petrus Theodorus Valentinus Rusticius Boraides Germanus Iustinus; † вер. 566, Александрия, Египет) е политик и генерал на Източната Римска империя през 6 век.

## Биография
Син е на Пасара, дъщеря на Аниция Юлиана, и Герман (генерал; † 550, Сердика), който е братовчед на император Юстиниан I. Брат е на генерал Юстиниан и на Юстина, която се омъжва за генерал Йоан, племенник на Виталиан.
През 540 г. Юстин е консул без колега (post consulatum Iohannis на Запад). Както баща му и брат му той е талантлив военачалник и се бие против славяните на Балканите и против сасанидите в Кавказ.
През 552 г. той е magister militum per Illyricum на Илирия. Командва през 552 г. с брат си Юстиниан войските против готите в Илирия.
През 565 г., по времето на смъртта на Юстиниан I († 14 ноември 565 г.) той е magister militum и е смятан за възможен негов наследник. Избран е обаче Юстин II, друг племенник на Юстиниан I. Малко след това той е изпратен от Юстин II в Александрия и там убит, вероятно под влиянието на неговата съпруга София.